# رادوسلاف كالوزني
رادوسلاف كالوزني (بالبولندية: Radosław Kałużny)‏ (مواليد 2 فبراير 1974) هو لاعب كرة قدم. يلعب مع منتخب بولندا لكرة القدم. سبق له أن لعب في كأس العالم لكرة القدم مع منتخب بلاده.

## روابط خارجية
- رادوسلاف كالوزني على موقع الاتحاد الدولي (مؤرشف)  (الإنجليزية)
- رادوسلاف كالوزني على موقع قاعدة بيانات كرة القدم.إي يو (الإنجليزية)
- رادوسلاف كالوزني على موقع ناشيونال فوتبول تيمز (الإنجليزية)
- رادوسلاف كالوزني على موقع عالم كرة القدم.نت (الإنجليزية)